# Eleição municipal de São José do Rio Preto em 2012
A eleição municipal de São José do Rio Preto em 2012 aconteceu em 7 de outubro de 2012 para eleger um prefeito, um vice-prefeito e 17 vereadores no município de São José do Rio Preto, no Estado de São Paulo, no Brasil. O prefeito eleito foi Valdomiro Lopes, do PSB, com 58,56% dos votos válidos, sendo vitorioso logo no primeiro turno em disputa com quatro adversários, João Paulo Rillo (PT), Manoel Antunes (PDT), Mauricio Bellodi (PV) e Marcelo Henrique (PSOL). A vice-prefeita eleita foi Ivani Vaz de Lima (PSDB). O pleito em São José do Rio Preto foi parte das eleições municipais nas unidades federativas do Brasil. São José do Rio Preto foi um dos 497 municípios vencidos pelo PSB; no Brasil, há 5.570 cidades. A disputa para as 17 vagas na Câmara Municipal de São José do Rio Preto envolveu a participação de 347 candidatos. O candidato mais bem votado foi Marco Rillo, que obteve 6.254 votos (2,82% dos votos válidos).

## Antecedentes
Na eleição municipal de 2008, a disputa pela prefeitura também se deu entre os dois candidatos mais votados de 2012. No primeiro turno, Valdomiro Lopes, do PSB, foi o candidato mais votado, com 40,02% dos votos. O candidato do PT, João Paulo Rillo, recebeu 28,91% dos votos. Orlando Bolçone (PPS) foi destaque com sua votação expressiva (25,26%) e acabou em terceiro lugar.
Nenhum dos candidatos atingiu mais de 50% dos votos válidos, portanto um segundo turno foi realizado entre os dois mais votados. Valdomiro Lopes derrotou o candidato João Paulo Rillo, ganhando com 51,21% dos votos válidos, equivalente a 109,1 mil votos.
Antes de vencer a eleição para prefeito, Valdomiro foi três vezes vereador e três vezes deputado estadual pelo PSB. Começou sua carreira política em 1988, com 34 anos de idade.

## Eleitorado
Nas eleições de 2012, foram apurados 247.615 sendo que desses, 227.163 foram votos validos (91,74%), 6.721 brancos (2,71%), 13.371 nulos (5,55%). Além disso, 18,04% de eleitores aptos a votar se ausentaram no dia de votação.

## Candidaturas oficiais
| N.º | Candidato(a)     | Partido | Vice                          | Coligação | Situação   |
| --- | ---------------- | ------- | ----------------------------- | --- | ---------- |
| 12  | Manoel Antunes   | PDT     | Pastor Sebastião Santos (PRB) | Construindo uma Rio Preto Melhor PRB / PDT                                                                           | Não eleito |
| 13  | João Paulo Rillo | PT      | Maureen Cury (PMDB)           | Juntos por Rio Preto PT / PMDB / PSDC                                                                                | Não eleito |
| 40  | Valdomiro Lopes  | PSB     | Ivani Vaz de Lima (PSDB)      | Unidos por Rio Preto PP / PTB / PSL / PTN / PSC / PR / PPS / DEM / PRTB / PHS / PMN / PSB / PSDB / PPL / PSD / PCdoB | Eleito     |
| 43  | Mauricio Bellodi | PV      | Marisa Amorim (PRP)           | Cidade Melhor PTC / PV / PRP                                                                                         | Não eleito |
| 50  | Marcelo Henrique | PSOL    | Valter de Lucca (PCB)         | Rio Preto para os Trabalhadores PSTU / PCB / PSOL                                                                    | Não eleito |

## Campanha eleitoral
As principais propostas de campanha de Valdomiro incluíram a 2ª fase das obras anti-enchentes, que após a realização da 1ª fase, seguirão para as avenidas Andaló, José Munia, Brasilusa, Juscelino Kubitschek e Bady Bassit; a construção de poços e piscinões para evitar as enchentes; câmeras de leitura de placas de automóveis para controle do tráfego; novo terminal de ônibus urbano na Praça Cívica; implantação da Atividade Delegada e passagem superior sobre o trilho do trem e descida com escada rolante e elevador. Em uma entrevista realizada ao jornal Diário da Região, Valdomiro disse não haver "nada que possa ser chamado de negativo" na cidade, mesmo admitindo problemas a serem solucionados, como no setor da saúde pública.

### Pesquisas eleitorais
Em pesquisa do Ibope, divulgada em 22 de agosto de 2012, Valdomiro apareceu com 44% das intenções de voto. João Paulo Rillo, Manoel Antunes e Mauricio Bellodi apareceram respectivamente com 19%, 10% e 1%. Marcelo Henrique não pontuou.

O Ibope divulgou resultados de nova pesquisa, em 27 de setembro de 2012, e Valdomiro aparecia com 53% das intenções de voto. Rillo, Manoel Antunes, Bellodi e Marcelo Henrique apareciam com 24%, 5%, 1% e 1%, respectivamente.

Em terceira pesquisa do Ibope, divulgada em 4 de outubro de 2012, Valdomiro apareceu com 63% das intenções de voto. Rillo teve 26%, Manoel Antunes apareceu com 7%, Bellodi tinha 4% e Marcelo Henrique tinha 1% das intenções de voto.
| Data de realização                     | Data de divulgação     | Instituto | Número de registro no TRE | Contratante | Entrevistados | Margem de erro | Candidato             | Candidato             | Candidato            | Candidato             | Candidato               | Não sabe/ Não respondeu | Brancos e nulos |
| Data de realização                     | Data de divulgação     | Instituto | Número de registro no TRE | Contratante | Entrevistados | Margem de erro | Valdomiro Lopes (PSB) | João Paulo Rillo (PT) | Manoel Antunes (PDT) | Maurício Bellodi (PV) | Marcelo Henrique (PSOL) | Não sabe/ Não respondeu | Brancos e nulos |
| -------------------------------------- | ---------------------- | --------- | ------------------------- | ----------- | ------------- | -------------- | --------------------- | --------------------- | -------------------- | --------------------- | ----------------------- | ----------------------- | --------------- |
| de 19 a 21 de agosto de 2012           | 22 de agosto de 2012   | Ibope     | SP 00371/2012             | TV TEM      | 602           | ± 4%           | 44%                   | 19%                   | 10%                  | 1%                    | -                       | 13%                     | 13%             |
| de 24 a 26 de setembro de 2012         | 27 de setembro de 2012 | Ibope     | SP 01218/2012             | TV TEM      | 602           | ± 4%           | 53%                   | 24%                   | 5%                   | 1%                    | 1%                      | 8%                      | 9%              |
| de 2 de outubro a 4 de outubro de 2012 | 4 de outubro de 2012   | Ibope     | SP-01609/2012             | TV TEM      | 602           | ± 4%           | 63%                   | 26%                   | 7%                   | 4%                    | 1%                      | 6%                      | 5%              |

## Resultados eleitorais

### Poder Executivo
No dia 7 de outubro, Valdomiro Lopes foi reeleito com 58,56% dos votos válidos. Pela primeira vez, na cidade, um prefeito é eleito no primeiro turno desde que o sistema de votação de prevê dois turnos foi implantado, em 2000.
| Candidato(a)            | Vice                          | 1º Turno 7 de outubro de 2012 | 1º Turno 7 de outubro de 2012 |
| Candidato(a)            | Vice                          | Total                         | Porcentagem                   |
| ----------------------- | ----------------------------- | ----------------------------- | ----------------------------- |
| Valdomiro Lopes (PSB)   | Ivani Vaz de Lima (PSDB)      | 133.024                       | 58,56%                        |
| João Paulo Rillo (PT)   | Maureen Cury (PMDB)           | 66.923                        | 29,46%                        |
| Manoel Antunes (PDT)    | Pastor Sebastião Santos (PRB) | 11.993                        | 5,28%                         |
| Mauricio Bellodi (PV)   | Marisa Amorim (PRP)           | 11.379                        | 5,01%                         |
| Marcelo Henrique (PSOL) | Valter de Lucca (PCB)         | 3.844                         | 1,69%                         |
| Total de votos válidos  | Total de votos válidos        | 227.163                       | 91,74%                        |
| Votos em branco         | Votos em branco               | 6.721                         | 2,71%                         |
| Votos nulos             | Votos nulos                   | 13.731                        | 5,55%                         |
| Total                   | Total                         | 247.615                       | 100%                          |
| Abstenções              | Abstenções                    | 54.488                        | 18,04%                        |
| Votos apurados          | Votos apurados                | 247.615                       | 100%                          |
| Total de eleitores      | Total de eleitores            | 302.103                       | 100%                          |

### Poder Legislativo
Dos dezessete (17) vereadores eleitos, doze (12) eram em 2012 da base de Valdomiro Lopes. Sete vereadores foram reeleitos. O vereador mais votado foi Marco Rillo (PT), que teve 6.254 votos. PT, PP, PSB, PSDB e PTB foram os partidos com mais candidatos eleitos, com dois vereadores cada, seguido pelos partidos PSD, PR, DEM, PMDB, PC do B e PRB e PSC.
| Resultado da eleição para a Câmara Municipal de São José do Rio Preto em 2012 por candidato | Resultado da eleição para a Câmara Municipal de São José do Rio Preto em 2012 por candidato | Resultado da eleição para a Câmara Municipal de São José do Rio Preto em 2012 por candidato | Resultado da eleição para a Câmara Municipal de São José do Rio Preto em 2012 por candidato | Resultado da eleição para a Câmara Municipal de São José do Rio Preto em 2012 por candidato |
| Candidato                                                                                   | Número                                                                                      | Partido                                                                                     | Votos                                                                                       | Porcentagem                                                                                 |
| ------------------------------------------------------------------------------------------- | ------------------------------------------------------------------------------------------- | ------------------------------------------------------------------------------------------- | ------------------------------------------------------------------------------------------- | ------------------------------------------------------------------------------------------- |
| Marco Rillo                                                                                 | 13622                                                                                       | PT                                                                                          | 6.254                                                                                       | 2,82%                                                                                       |
| Paulera                                                                                     | 11111                                                                                       | PP                                                                                          | 6.113                                                                                       | 2,76%                                                                                       |
| Renato Pupo                                                                                 | 55555                                                                                       | PSD                                                                                         | 5.447                                                                                       | 2,46%                                                                                       |
| Fabio Marcondes                                                                             | 22222                                                                                       | PR                                                                                          | 4.687                                                                                       | 2,12%                                                                                       |
| Marinho das Bombas                                                                          | 40630                                                                                       | PSB                                                                                         | 4.656                                                                                       | 2,10%                                                                                       |
| Jorge Menezes                                                                               | 15015                                                                                       | DEM                                                                                         | 4.448                                                                                       | 2,01%                                                                                       |
| Dr. Cesar                                                                                   | 45045                                                                                       | PSDB                                                                                        | 3.823                                                                                       | 1,73%                                                                                       |
| Carlão do JC                                                                                | 14500                                                                                       | PTB                                                                                         | 3.126                                                                                       | 1,41%                                                                                       |
| Cel. Jean Charles                                                                           | 15190                                                                                       | PMDB                                                                                        | 3.115                                                                                       | 1,41%                                                                                       |
| Pedro Roberto                                                                               | 50688                                                                                       | PSOL                                                                                        | 3.100                                                                                       | 1,40%                                                                                       |
| Peixão                                                                                      | 14567                                                                                       | PSB                                                                                         | 3.010                                                                                       | 1,36%                                                                                       |
| Maurin da Sorveteria                                                                        | 65065                                                                                       | PC do B                                                                                     | 3.008                                                                                       | 1,36%                                                                                       |
| Karina Caroline                                                                             | 10123                                                                                       | PRB                                                                                         | 2.917                                                                                       | 1,32%                                                                                       |
| Gerson Furquim                                                                              | 11011                                                                                       | PP                                                                                          | 2.841                                                                                       | 1,28%                                                                                       |
| Alessandra Trigo                                                                            | 45455                                                                                       | PSDB                                                                                        | 2.786                                                                                       | 1,26%                                                                                       |
| Dr. Luiz Fernando                                                                           | 40456                                                                                       | PSB                                                                                         | 2.735                                                                                       | 1,23%                                                                                       |
| Prof. Farath                                                                                | 40222                                                                                       | PSB                                                                                         | 2.693                                                                                       | 1,22%                                                                                       |
| Celi Regina                                                                                 | 13013                                                                                       | PT                                                                                          | 2.651                                                                                       | 1,20%                                                                                       |
| Junior                                                                                      | 14190                                                                                       | PTB                                                                                         | 2.578                                                                                       | 1,16%                                                                                       |
| Mário Welber                                                                                | 45010                                                                                       | PSDB                                                                                        | 2.445                                                                                       | 1,10%                                                                                       |
| Prof. Tadeu                                                                                 | 45321                                                                                       | PSDB                                                                                        | 2.434                                                                                       | 1,10%                                                                                       |
| Cacau Lopes                                                                                 | 43143                                                                                       | PV                                                                                          | 2.389                                                                                       | 1,08%                                                                                       |
| Daniel Caldeira                                                                             | 17017                                                                                       | PSL                                                                                         | 2.341                                                                                       | 1,06%                                                                                       |
| Dinho                                                                                       | 54321                                                                                       | PPL                                                                                         | 2.328                                                                                       | 1,05%                                                                                       |
| Jorge Abdanur                                                                               | 45678                                                                                       | PSDB                                                                                        | 2.194                                                                                       | 0,99%                                                                                       |
| Piacenti                                                                                    | 23123                                                                                       | PPS                                                                                         | 2.187                                                                                       | 0,99%                                                                                       |
| Nilson Silva                                                                                | 45200                                                                                       | PSDB                                                                                        | 2.103                                                                                       | 0,95%                                                                                       |
| Oscarzinho                                                                                  | 17234                                                                                       | PSL                                                                                         | 2.034                                                                                       | 0,92%                                                                                       |
| Carlinhos Vaz                                                                               | 45040                                                                                       | PSDB                                                                                        | 1.896                                                                                       | 0,86%                                                                                       |
| Marcio Larranhaga O Federal                                                                 | 20000                                                                                       | PSC                                                                                         | 1.801                                                                                       | 0,81%                                                                                       |

| Votos nominais   | Votos nominais   | 204.486 | 91,23% |
| Votos em legenda | Votos em legenda | 19.667  | 8,77%  |
| Votos válidos    | Votos válidos    | 221.487 | 89,45% |
| Votos nulos      | Votos nulos      | 12.983  | 5,24%  |
| Votos em branco  | Votos em branco  | 13.145  | 5,31%  |
| Total            | Total            | 247.615 | 100%   |
| ---------------- | ---------------- | ------- | ------ |

## Análises
A vitória de Valdomiro Lopes já era esperada de acordo com as pesquisas eleitorais realizadas antes das eleições. Sua vitória em primeiro turno, segundo o próprio prefeito, foi histórica. Valdomiro declarou: "Isso só aumenta a responsabilidade. Eu era o único candidato que estava no exercício do cargo. Além de ganhar a eleição de novo, eu tinha de ter a aprovação do povo. Você ganhar no primeiro turno, mostra que foi aprovado o seu governo". Um levantamento feito pelo Ibope, encomendada pela TV TEM, um mês antes de sua reeleição, mostra que 18% da população considerava o seu governo ótimo, 49% julgava bom, 24% considerava regular, 3% alegava ruim, 4% considerava péssimo e 1% não souberam responder.
Valdomiro e a vice-prefeita Ivani Vaz de Lima foram empossados em 1 de janeiro de 2013 para o segundo mandato consecutivo. 